# Bernhard Herzog (Politiker)
Bernhard Herzog (* 25. November 1984 in Wien) ist ein österreichischer Politiker der Sozialdemokratischen Partei Österreichs (SPÖ). Seit dem 24. Oktober 2024 ist er Abgeordneter zum Nationalrat.

## Leben
Bernhard Herzog ist verheiratet und hat zwei Kinder.

### Ausbildung und Beruf
Nach dem Besuch der Volksschule Prießnitzgasse und der Allgemeinbildenden Höhere Schule Franklinstraße in Floridsdorf studierte er von 2004 bis 2008 Publizistik- und Kommunikationswissenschaft an der Universität Wien und schloss dieses mit dem Titel Bachelor ab. Anschließend besuchte er den Universitätslehrgang Politische Kommunikation an der Donau-Universität Krems. Dies beendete er mit dem Titel Master of Science.
Ab 2006 arbeitete er bei einer Firma als PR-Assistent, bis er 2008 erst Mitarbeiter, dann Projektleiter bei der SPÖ Landesorganisation Wien wurde. Ab 2013 ist er Projektleiter bei einer Privatfirma.

### Politik und Funktionen
Seine politischen Tätigkeiten begann er als Schulsprecher in der AHS Franklinstraße, wurde 2006 Bezirksvorsitzender der Sozialistischen Jugend Floridsdorf und ein Jahr später stellvertretender Vorsitzender der Sozialistische Jugend Wiens. Seit 2014 ist er Mitglied im Bezirksparteivorstand der SPÖ Wien-Floridsdorf, seit 2020 deren Stellvertretender Vorsitzender. Von 2014 bis 2024 war er auch Klubobmann im Klub der SPÖ Bezirksräte Wien-Floridsdorf.